# Leo Van Hecke
Leo Van Hecke (Oosteeklo, 25 oktober 1810 - aldaar, 12 mei 1865) was een Belgisch burgemeester van de voormalige Oost-Vlaamse gemeente Oosteeklo.

## Levensloop
Leo Van Hecke was beroepshalve notaris.
In 1834 volgde hij op amper 23-jarige leeftijd zijn vader Karel op als burgemeester van Oosteeklo. Hij vervulde dit mandaat tot aan zijn dood in 1865. Hij bleef ongehuwd en werd als burgemeester opgevolgd door zijn jongere broer Ivo.